# Скереда обгризена
Скереда обгризена (Crepis praemorsa) — вид рослин з родини айстрових (Asteraceae), поширений у Європі й на схід до Сибіру, Казахстану, Монголії.

## Опис

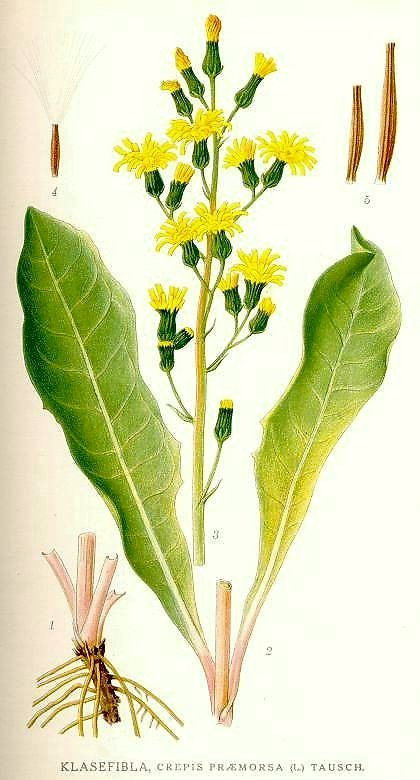

Багаторічна трава, 30–50 см заввишки. Рослина з коротким усіченим кореневищем.  Стебло безлисте, як і листки, коротко запушене. Листки в прикореневій розетці довгасто-обернено-яйцюваті або довгасті, до основи звужені. Кошики дрібні, в подовженій китицеподібній волоті. Обгортка 8–12 мм довжиною, зовнішні листочки її злегка запушені або голі. Загальна квітколоже точкове, голе. Сім'янки майже циліндричні, з 20 реберцями, кілька звужені доверху.

## Поширення
Поширений у Європі й на схід до Сибіру, Казахстану, Монголії.
В Україні вид зростає на луках, у чагарниках, на галявинах — у Закарпатті, Прикарпатті, Розточчі-Опіллі, на Поліссі та в Лісостепу (переважно в північній частині).